# 穆罕穆德·哈马德·爱资哈尔
穆罕穆德·哈马德·爱资哈尔 （羅馬化：Muhammad Hammad Azhar），是一名巴基斯坦政治人物，來自巴基斯坦正義運動黨。他于2018年8月至2022年4月期间从NA-126（位於拉合爾）当选，并于2018年8月至2022年4月期间担任巴基斯坦国民议会议员，2018年8月至2022年4月期间担任巴基斯坦国民议会议员，2018年8月至2022年4月期间担任巴基斯坦国民议会议员，并于2018年8月至2022年4月期间担任巴基斯坦国民议会议员。2018年至2022年4月，他曾在前巴基斯坦總理伊姆兰·汗的內閣中担任多个部长职位。他在2021年4月16日至2022年4月3日和2021年3月29日至2021年4月16日期间分别担任巴基斯坦能源部部长和财政部部长。  
他还曾担任联邦经济部长(2019年7月10日至2020年4月5日)、联邦工业和生产部部长(2020年4月6日至2021年3月6日)、财政、收入和经济部国务部长(2018年9月11日至2019年7月9日)、财政、收入和经济部收入成像国务部长、财政、收入和经济部收入部部长、联邦税收部部长和财政、收入和经济事务部长(均在2018年7月8日-2019年7月9日)。